# موبیوس موتورز
موبیوس موتورز (انگلیسی: Mobius Motors) شرکت خودروسازی کنیایی است، که در سال ۲۰۱۰ تأسیس شد.